# Paul Herget
Paul Herget (Cincinnati, 30 gennaio 1908 – Cincinnati, 27 agosto 1981) è stato un astronomo statunitense, direttore dell'Osservatorio di Cincinnati e fondatore del Minor Planet Center.

## Biografia
Herget insegnò astronomia presso l'Università di Cincinnati. Fu un pioniere nell'uso di metodi meccanici, ed in seguito anche dei computer digitali, nella risoluzione di problemi scientifici e in particolare astronomici (ad esempio, nel calcolo delle tabelle di effemeridi per i corpi minori).
Durante la seconda guerra mondiale mise i suoi talenti a disposizione dello sforzo bellico, contribuendo alla localizzazione degli U-Boot tedeschi tramite l'applicazione della trigonometria sferica.
Dopo la guerra, nel 1947, fondò il Minor Planet Center, organizzazione dedicata alla raccolta di dati riguardanti i pianeti minori e gli asteroidi del sistema solare. Fu anche nominato direttore dell'Osservatorio di Cincinnati.
Fra gli anni 50 e 60 Herget compilò un catalogo contenente un gran numero di citazioni di denominazione per corpi minori, fornendo le circostanze della scoperta e le informazioni di base sull'origine del nome e sugli astronomi coinvolti. La sua opera è conosciuta come The Names of the Minor Planets ed è stata pubblicata dall'Osservatorio di Cincinnati nel 1955 e nel 1968. L'ultima pubblicazione contiene dettagli sulla scoperta e la denominazione di 1564 pianeti minori, scoperti fino al 1943, e si estende dal primo pianeta nano scoperto, 1 Ceres, fino all'asteroide 1564 Srbija. Il lavoro di Herget venne successivamente incorporato nel Dictionary of Minor Planet Names, preparato dall'astronomo Lutz Schmadel per conto della commissione 20 dell'Unione Astronomica Internazionale.

## Premi e riconoscimenti
- Medaglia James Craig Watson, 1965, con la seguente motivazione:

«Per i suoi successi scientifici nella meccanica celeste e nel calcolo delle orbite, e in particolare per i suoi contributi alla conoscenza delle orbite degli asteroidi.»
Il 20 febbraio 1971 gli venne dedicato l'asteroide 1751 Herget, scoperto al Goethe Link Observatory nell'ambito dell'Indiana Asteroid Program nel 1955.
Il 1 agosto 1978 venne dedicato a sua moglie Anne Lorbach Herget l'asteroide 1755 Lorbach, scoperto a Nizza da Marguerite Laugier nel 1936.